# NGC 5361
NGC 5361 ist eine 13,9 mag helle Galaxie vom Hubble-Typ S? im Sternbild Jagdhunde am Nordsternhimmel. Sie ist schätzungsweise 256 Millionen Lichtjahre von der Milchstraße entfernt und hat einen Durchmesser von etwa 60.000 Lj.

Im selben Himmelsareal befinden sich u. a. die Galaxien NGC 5341, NGC 5349, NGC 5351, NGC 5378.
Das Objekt wurde am 16. Mai 1787 von Wilhelm Herschel mit einem 18,7-Zoll-Spiegelteleskop entdeckt, der sie dabei mit „eF, cS, E sp small star“ beschrieb.